# 遊佐克美
遊佐 克美（ゆさ かつみ、1988年8月2日 - ）は、福島県福島市出身のサッカー選手、サッカー指導者、サッカー解説者。ポジションはMF、DF。

## 来歴
兄弟の影響でサッカーを始める。小さいころはトップ下の選手、2000年に全日本少年フットサル大会出場し大会優秀選手に選ばれる。中学時代は一年のときは陸上部に所属していた。
中学3年の時にサンフレッチェ広島、東京ヴェルディ1969、ベガルタ仙台に誘われていた。本人は塩釜FCも選択肢に入れていた。その中から2004年、広島ユースに入団。同級生に平繁龍一・野田明弘・金山隼樹・藤澤典隆ら。ボランチにコンバートされると、持ち前の激しい運動量をベースに頭角を現し、高校2年生でボランチや左SBとしてレギュラーをつかんだ。高校3年時はキャプテンを務め、Jユースカップ優勝に貢献した。
2007年にサンフレッチェ広島のトップ昇格、同期入団は平繁。主にボランチや左アウトサイドで起用された。同年5月ナビスコカップでプロデビュー、同年12月にリーグ戦デビューした。しかしその後は負傷やチーム内の競争に苦しみ、満足な出場機会は得られなかった。
2009年3月に、ツエーゲン金沢へ期限付き移籍。しかし金沢でも出場機会には恵まれず、同年8月には広島・金沢双方との契約を解除し、FC岐阜SECONDへ完全移籍し、主力として活躍。
2010年1月からパラグアイに渡りパラグアイ2部のクラブの入団テストを受け、同年3月にパラグアイ2部のスポルティボ・サン・ロレンソと契約している。
2011年からインドIリーグのONGC FCに所属。ただ同2010-11シーズン、主力として活躍したもののチームは2部に降格してしまった。しばらくフリーだったが2012年1月再びONGCと契約し、2部決勝リーグでは3得点を上げ1部昇格に貢献する。翌2012-13シーズン10番を背負い中心選手として活躍、1部残留に貢献したものの同チームはシーズン末に活動休止となった。
2013年、同リーグのモフン・バガン・スーパー・ジャイアントに所属する。翌2014-15シーズン、ウイングとしてソニー・ノルデやピエール・ボヤらと攻撃陣を形成、7得点を上げ得点ランク7位に入り、チームとしてはIリーグ初優勝に貢献した。
2016年、インド・スーパーリーグ(ISL)のノースイースト・ユナイテッドFCへレンタル移籍。日本人選手としては和泉新以来2人目、日本国籍の日本人選手としては初のISL所属となった。ノースイーストとしては初めてのアジア人外国人選手になる。
2017年、Iリーグのイースト・ベンガルFCに移籍。
2018年、同リーグのネロカFCに移籍。
一時帰国した際には結婚式場でのアルバイトも経験したが、次第にインドでのプレーが評価され、2020年シーズンの年俸は2000万円まで跳ね上がった。しかし新型コロナウイルス感染症拡大の影響でチームは活動を停止、給料は未払いになり帰国。日本国内で移籍先探しを始めた。
2021年1月19日、福島ユナイテッドFCへの加入が発表された。
2022年11月15日、福島ユナイテッドFCから契約期間の満了と来季に向けた更新を行わないことを発表された。2023年2月14日、福島ユナイテッドFCサッカースクールのスクールマスターへの就任が発表。同年3月14日、J3リーグ第3節のハーフタイム中に退団セレモニーが行われた。
2023年からは福島ユナイテッドFCサッカースクールのスクールマスターに就任 するとともに、サッカー解説者としても活動。また東北社会人サッカーリーグ2部のFCプリメーロでもプレーを続けている。

## 人物
元々は動きの激しさ、豊富な運動量、ガッツあふれるボランチ。ジェンナーロ・ガットゥーゾに例えられた。アウトサイドでも起用されていた。
インド時代は主に攻撃的なミッドフィルダーとしてプレーしていた。

## 所属クラブ
- ジェイム福島FC (福島市立信陵中学校)
- 2004年 - 2006年 サンフレッチェ広島ユース (広島県立吉田高等学校)
- 2007年 - 2009年  サンフレッチェ広島F.C
  - 2009年3月 - 同年8月  ツエーゲン金沢 (期限付き移籍)
- 2009年8月 - 同年12月  FC岐阜SECOND
- 2010年  サン・ロレンソ（英語版）
- 2011年 - 2013年  ONGC FC
- 2013年 - 2017年  モフン・バガン・スーパー・ジャイアント
  - 2016年  ノースイースト・ユナイテッドFC (期限付き移籍)
- 2017年 - 2018年  イースト・ベンガルFC
- 2018年 - 2019年  ネロカFC
- 2019年 - 2020年  チェンナイ・シティFC
- 2021年 - 2022年  福島ユナイテッドFC
- 2023年  FCプリメーロ

## 個人成績
| 国内大会個人成績 | 国内大会個人成績 | 国内大会個人成績 | 国内大会個人成績 | 国内大会個人成績 | 国内大会個人成績 | 国内大会個人成績  | 国内大会個人成績  | 国内大会個人成績 | 国内大会個人成績 | 国内大会個人成績 | 国内大会個人成績 |
| 年度             | クラブ           | 背番号           | リーグ           | リーグ戦         | リーグ戦         | リーグ杯          | リーグ杯          | オープン杯       | オープン杯       | 期間通算         | 期間通算         |
| 年度             | クラブ           | 背番号           | リーグ           | 出場             | 得点             | 出場              | 得点              | 出場             | 得点             | 出場             | 得点             |
| 日本             | 日本             | 日本             | 日本             | リーグ戦         | リーグ戦         | リーグ杯          | リーグ杯          | 天皇杯           | 天皇杯           | 期間通算         | 期間通算         |
| ---------------- | ---------------- | ---------------- | ---------------- | ---------------- | ---------------- | ----------------- | ----------------- | ---------------- | ---------------- | ---------------- | ---------------- |
| 2007             | 広島             | 23               | J1               | 1                | 0                | 2                 | 0                 | 0                | 0                | 3                | 0                |
| 2008             | 広島             | 23               | J2               | 0                | 0                | -                 | -                 | 0                | 0                | 0                | 0                |
| 2009             | 広島             | 23               | J1               | 0                | 0                | 0                 | 0                 | 0                | 0                | 0                | 0                |
| 2021             | 福島             | 7                | J3               | 1                | 0                | -                 | -                 |                  |                  |                  |                  |
| 2022             | 福島             | 7                | J3               | 0                | 0                | 0                 | 0                 | 0                | 0                | 0                | 0                |
| 通算             | 日本             | 日本             | J1               | 1                | 0                | 2                 | 0                 | 0                | 0                | 3                | 0                |
| 通算             | 日本             | 日本             | J2               | 0                | 0                | -                 | -                 | 0                | 0                | 0                | 0                |
| 通算             | 日本             | 日本             | J3               | 1                | 0                | -\|\|\|\|\|\|\|\| | -\|\|\|\|\|\|\|\| |                  |                  |                  |                  |
| 総通算           | 総通算           | 総通算           | 総通算           | 2                | 0                | 2                 | 0                 | 0                | 0                | 4                | 0                |

出場歴
- 公式戦初出場 - 2007年5月9日 ナビスコカップ第5節 vs ガンバ大阪戦（万博）
- Jリーグ初出場 - 2007年12月1日 J1第34節 vs ガンバ大阪戦(広島ビッグアーチ)

## 代表・選抜歴
- 国民体育大会広島県代表 (2005年)
- U-19日本代表 (2006年)

## 指導歴
- 2023年 -  福島ユナイテッドFC
  - 2023年 - サッカースクール スクールマスター
  - 2024年 - トップチーム アシスタントコーチ

## タイトル

### クラブ
サンフレッチェ広島ユース
- 日本クラブユースサッカー選手権 (U-18)大会 : 1回 (2004年)
- 高円宮杯全日本ユース(U-18)サッカー選手権大会 : 1回 (2004年)
- Jユースカップ : 1回 (2006年)